# Балашов, Александр Иванович
Алекса́ндр Ива́нович Балашо́в (Балашёв) (31 марта 1905, Норское, Ярославская губерния — 13 июля 1939, Чойбалсан) — советский лётчик, участник боёв на Халхин-Голе, Герой Советского Союза.

## Детство и юность
Родился 31 марта 1905 года в селе Норское (ныне в черте города Ярославля) в семье рабочего. Русский. С детства был лучшим пловцом в школе, страстным футболистом-нападающим, книголюбом. К 1918 году окончил сельскую школу и Высшее начальное училище, дающее по нынешним временам семилетнее образование.
Член ВКП(б) с 1925 года. В 1925 году окончил губернскую совпартшколу. Был секретарём комитета комсомола фабрики «Красный перевал». С июня 1926 года до декабря 1927 года заведовал агитпропотделом Ярославского уездного комитета комсомола, работал инструктором уездного комитета партии. Работал на заводе и учился на вечернем отделении химико-механического техникума.

## Служба
На действительную службу был призван на 1 год (1927—1929) в артиллерийский полк 24-й стрелковой дивизии г. Винница. Сдал экзамены и получил звание командира взвода запаса.

## Военное училище
В 1931 году райвоенкомат производит набор в военные училища. Александр Иванович написал рапорт на имя военного комиссара о направлении в лётное училище. Прошел медицинскую комиссию и был признан годным к лётной работе и направлен в 7-ю Сталинградскую военную авиационную школу пилотов, которую окончил в 1933 году.
В ноябре 1933 года лейтенанта Балашова направили младшим лётчиком в 117 отдельный истребительный авиаотряд г. Люберцы. Учился заочно в Военной академии командного и штурманского состава ВВС.

## Работа на заводе
В 30-е годы в городе Ярославле был перспективным лакокрасочный завод «Победа рабочих». На заводе для ликвидации неграмотности и повышения технических знаний был создан комбинат рабочего образования, а для подготовки среднего звена руководителей — химический техникум. Александр поступает на завод, осваивает профессию штамповщика, оканчивает техникум и в январе 1938 года назначается начальником специального цеха.

## Забайкальский военный округ
Александра Балашова назначают командиром звена, затем командиром отряда 29-й авиаэскадрильи в Забайкальский военный округ. Перед военными событиями в марте 1938 года он становится командиром эскадрильи 22-го истребительного авиационного полка 23-й авиабригады.

## Боевые действия
В августе 1939 года была развёрнута 6-я японская армия численностью до 75 тысяч военнослужащих. Советско-монгольские войска были сведены в 1-ю армейскую группу численностью 57 тысяч человек. Японское командование хотело нанести поражающий удар по советской авиации, завоевать господство в воздухе, обеспечить успешное наступление 6-й армии и в конце августа закончить победно боевые действия.
В боевых действиях принимала участие и эскадрилья капитана А. И. Балашова. Помощник командира, а с 22 июня по 10 июля 1939 года, — исполняющий обязанности командира 22-го истребительного авиаполка (истребительная авиабригада, 1-я армейская группа) капитан Балашов А. И. провёл 5 воздушных боёв. Сбил японский истребитель, за что правительство Монголии наградило его орденом Боевого Красного Знамени. Был ранен в голову 28 мая 1939 года, но через несколько дней вернулся в полк.
В последнем шестом боевом вылете 10 июля 1939 года в воздушном бою А. И. Балашов был вновь тяжело ранен и, собрав последние силы, посадил самолёт в степи. Только ближе к вечеру наши танкисты обнаружили самолёт и летчика. Александр Балашов потерял много крови, но был ещё жив. 80 километров везли его до ближайшего медицинского пункта. Однако спасти жизнь медики ему не смогли, и 13 июля он умер.
Александр Иванович Балашов похоронен в братской могиле на месте боев — в монгольском городе Чойбалсан.
Указом Президиума Верховного Совета СССР от 29 августа 1939 года помощнику командира полка капитану Александру Ивановичу Балашову было присвоено звание Героя Советского Союза посмертно.
На родине в Норском его именем в октябре 1949 года была названа небольшая улица, в музее боевой славы школы-интерната № 10 и на школе № 17 в память об отважном земляке установлены мемориальные доски.